# Torymus virescens
Torymus virescens is een vliesvleugelig insect uit de familie Torymidae. De wetenschappelijke naam is voor het eerst geldig gepubliceerd in 1908 door De Stefani.